# Nihat Kahveci
Nihat Kahveci (ejtsd: [nihat kahvedzsi], Isztambul, 1979. november 23. –) török labdarúgó.
A nemzeti tizenegyben 2000-ben a Svédország elleni mérkőzésen mutatkozott be. Nihat leginkább csatár, de támadó középpályás szerepet is elvállal. A gólerős jobb lába és sebessége az egyik legélvezetesebb játékot nyújtó focistává teszi.
Nihat a Beliktas JK tehetséggondozó részének köszönheti pályafutását. Az 1995-96-os szezonban Hurser Tekinoktay fedezte fel, mikor a Dikilitaş csapatában játszott. A Beşiktaş kezdőcvsapatába az 1997-98-as szezonban került be. 2002 januárjában átment a Real Sociedad csapatába, Spanyolországba. Nihat 115 találkozón 57 gólt lőtt. Legjobb idénye a 2002/2003-as volt, mikor 23 góljával Ronaldóval  együttaz év második legeredményesebb játékosai lettek. Nagyon jól össze tudott játszani a jugoszláv Danko Kovaceviccsel, olyannyira, hogy Phill Bell sportújságíró egy közös becenevet adott nekik, „az Alacsony és a Magas”. Nihat 175, Kovacevic 187 cm magas.
A Real Sociedaddal a Bajnokok Ligájában, majd a 2002-es vb-n is szerepelt.
2006. május 16-án megegyezett a Villarreal CF-fel, hogy öt évig hozzájuk igazol.

## Pályafutásának statisztikái
2008. [[június 16.|június 16-ig
| Klub                 | Szezon               | Bajnokság | Bajnokság | Hazai kupa | Hazai kupa | Nemzetközi kupa | Nemzetközi kupa | Összesen | Összesen |
| Klub                 | Szezon               | Mérk.     | Gól       | Mérk.      | Gól        | Mérk.           | Gól             | Mérk.    | Gól      |
| -------------------- | -------------------- | --------- | --------- | ---------- | ---------- | --------------- | --------------- | -------- | -------- |
| Beşiktaş JK          | 1997–98              | 11        | 2         | 0          | 0          | 0               | 0               | 11       | 2        |
| Beşiktaş JK          | 1998–99              | 28        | 7         | 0          | 0          | 0               | 0               | 28       | 7        |
| Beşiktaş JK          | 1999–00              | 32        | 7         | 0          | 0          | 0               | 0               | 32       | 7        |
| Beşiktaş JK          | 2000–01              | 32        | 5         | 2          | 0          | 0               | 0               | 34       | 5        |
| Beşiktaş JK          | 2001–02              | 13        | 6         | 4          | 1          | 2               | 2               | 17       | 7        |
| Beşiktaş JK          | Total                | 114       | 27        | 6          | 1          | 2               | 2               | 122      | 30       |
| Real Sociedad        | 2001–02              | 11        | 1         | 4          | 1          | 0               | 0               | 15       | 2        |
| Real Sociedad        | 2002–03              | 42        | 23        | 0          | 0          | 0               | 0               | 35       | 23       |
| Real Sociedad        | 2003–04              | 32        | 14        | 0          | 0          | 8               | 0               | 40       | 14       |
| Real Sociedad        | 2004–05              | 23        | 13        | 0          | 0          | 0               | 0               | 23       | 13       |
| Real Sociedad        | 2005–06              | 32        | 7         | 0          | 0          | 0               | 0               | 32       | 7        |
| Real Sociedad        | Total                | 133       | 58        | 4          | 1          | 8               | 0               | 145      | 59       |
| Villarreal CF        | 2006–07              | 9         | 0         | 0          | 0          | 0               | 0               | 9        | 0        |
| Villarreal CF        | 2007–08              | 25        | 18        | 3          | 2          | 6               | 4               | 34       | 24       |
| Villarreal CF        | Total                | 34        | 18        | 3          | 2          | 6               | 4               | 43       | 24       |
| Pályafutása összesen | Pályafutása összesen | 272       | 96        | 13         | 4          | 14              | 6               | 299      | 105      |

## Érdekességek
- Nihal vezetékneve (Kahveci) kávéárust jelent törökül. A 20. század elején sok török ember a foglalkozását vette fel családnévnek, így lehet tudni, hogy ősei mivel foglalkoztak.
- A legtöbb török játékos mezéhez hasonlóan az ő mezén sem család-, hanem utóneve látható.